# Felice di Roma
Felice (... – ...) fu un martire romano, venerato come santo dalla Chiesa cattolica.

## Agiografia
Non si conosce nulla di questo martire, nemmeno l'epoca precisa della sua morte. La sua memoria tuttavia è contenuta nell'antico martirologio geronimiano, dove, al 29 luglio, è ricordato con queste parole:
(Hippolyte Delehaye, Commentarius perpetuus in Martyrologium Hieronynianum ad recensionem H. Quentin, in: Acta Sanctorum XXIV Novembre 11, II (Bruxelles, 1931), p. 404)
Felice, sepolto lungo la via Portuense, ebbe una certa fama, tanto che la stessa via dove fu sepolto portò per un certo periodo il suo nome; inoltre a Felice era dedicato un santuario. A tutt'oggi è ancora ignota l'ubicazione esatta della catacomba dove venne inumato e del suo santuario.

### La confusione storiografica
Ben presto negli ambienti cristiani dell'epoca si sviluppò una certa confusione tra personaggi omonimi, ossia il martire Felice sepolto nella via Portuense, un omonimo martire sepolto sulla via Aurelia, e l'antipapa Felice II. Questa confusione e incertezza è documentata dal Liber pontificalis nelle biografie di papa Liberio e dell'antipapa Felice II, che, identificato con uno dei due martiri omonimi, finì per essere considerato un papa legittimo, e non un antipapa.
Nella biografia di papa Liberio si dice che Felice II morì e fu sepolto sulla via Portuense il 29 luglio. Invece nella biografia di Felice II è detto che questo papa sarebbe morto martire per decapitazione l'11 novembre e sepolto sulla via Aurelia.
Esiste inoltre una passio Felicis, che fu scritta poco dopo la redazione più antica del Liber pontificalis. L'autore cercò di conciliare i dati discordanti del Liber, frutto di due tradizioni diverse, ma aggiungendo che Felice II subì il martirio in civitate Corana. Da qui nacque la tradizione che fa del papa san Felice II il patrono di Ceri.

## Culto
Le indicazioni contenute nel Liber pontificalis e soprattutto nella passio Felicis furono recepite al 29 luglio nei martirologi medievali e poi nel Martirologio Romano di Cesare Baronio. Nell'edizione italiana del 1955 il papa San Felice II era ricordato, insieme ad altri martiri, con queste parole:
( Martirologio romano pubblicato per ordine del Sommo Pontefice Gregorio XIII, riveduto per autorità di Urbano VIII e Clemente X, aumentato e corretto nel 1749 da Benedetto XIV (PDF), quarta edizione italiana, Libreria editrice vaticana, 1955,  pp. 188-189.)
La revisione del Martirologio Romano operata dopo il Concilio Vaticano II, ha modificato questa lunga formulazione, ripristinando le indicazioni contenute nel martirologio geronimiano:
(Martirologio Romano. Riformato a norma dei decreti del Concilio ecumenico Vaticano II e promulgato da papa Giovanni Paolo II, Città del Vaticano, 2004, p. 588)